# Левин, Рейчел
Рейчел Левин (англ. Rachel Levine, род. 28 октября 1957, Уэйкфилд, Массачусетс) — государственная и политическая деятельница Соединённых Штатов Америки (США). Врач-педиатр, работает помощником министра здравоохранения США с 26 марта 2021 года. Ранее занимала должность секретаря департамента здравоохранения Пенсильвании с 2017 по 2021 год. Является профессором педиатрии и психиатрии в Медицинском колледже штата Пенсильвания, а ранее занимала должность главного врача Пенсильвании с 2015 по 2017 год. 24 марта 2021 года Сенат США утвердил её на должности помощника министра здравоохранения США.
Рейчел Левин — одна из немногих государственных деятельниц США, которые являются открытыми транс-женщинами. Она первой в истории заняла должность, требующую утверждения Сенатом страны.

## Личная жизнь
Ричард Левин родился 28 октября 1957 года в Уэйкфилде, штат Массачусетс. По национальности еврей, обучался в еврейской школе. Получил аттестат о среднем образовании в школе «Belmont Hill» в Белмонте, штат Массачусетс. Затем окончил Гарвард-колледж и медицинский факультет Тулейнского университета, а также окончил ординатуру по педиатрии и прошёл стажировку по подростковой медицине в медицинском центре Маунт-Синай на Манхэттене, Нью-Йорк.
Имеет двоих детей, Дэвида и Дайну. Совершила трансгендерный переход в 2011 году. В 2013 году Рейчел Левин и её жена Марта Писли Левин развелись.

## Карьера
С 1988 по 1993 год Ричард Левин стажировался в нью-йоркской больнице Маунт-Синай, где обучался педиатрии. После переезда из Манхэттена в центральную Пенсильванию в 1993 году поступил на работу в Пенсильванский государственный медицинский центр «Hershey», где затем возглавил отделение подростковой медицины и клинику расстройств пищевого поведения. В 2015 году  Рейчел Левин была назначена на должность главного врача Пенсильвании.

### Департамент здравоохранения Пенсильвании

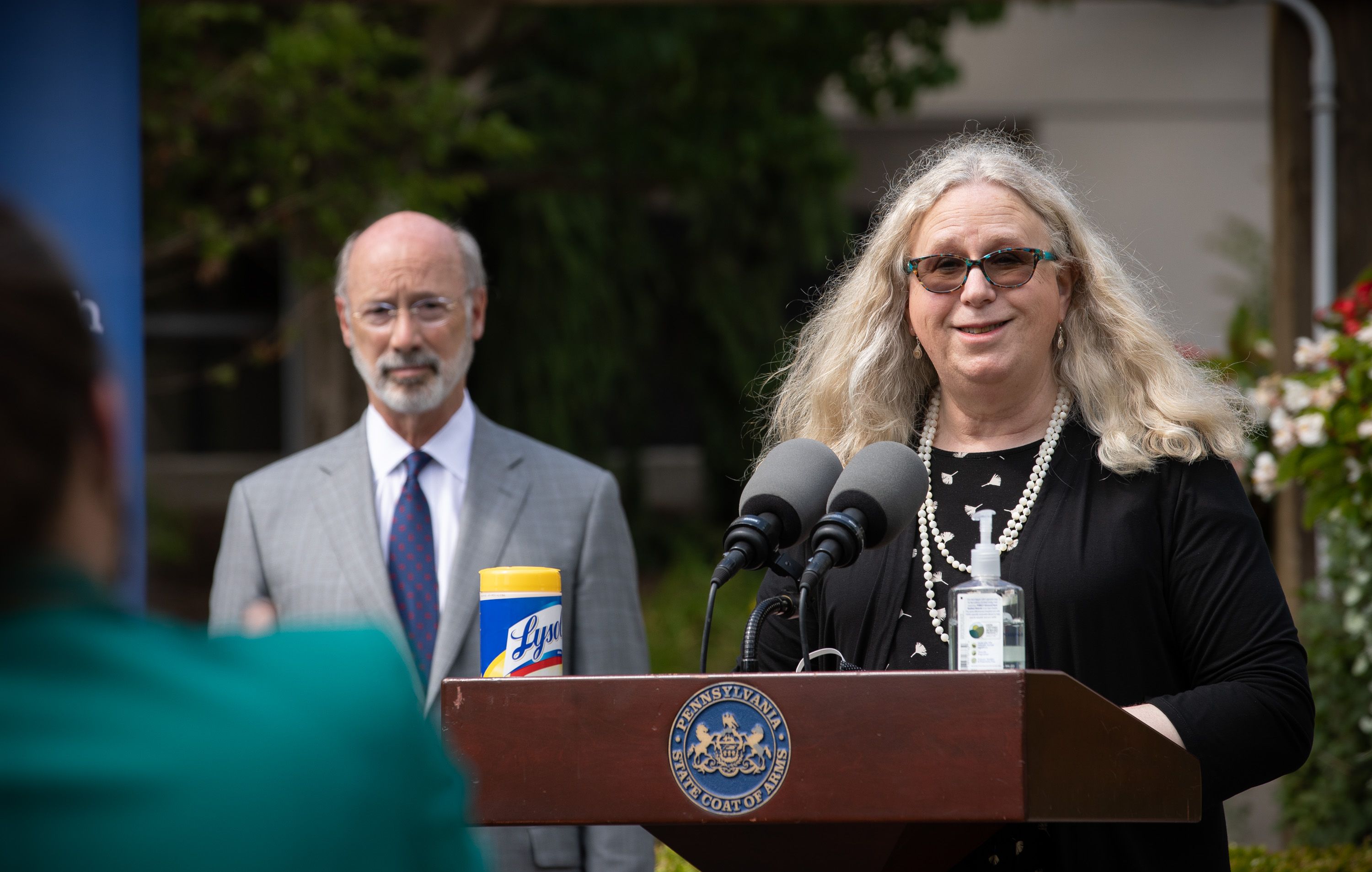
В июне 2020 года информировала население о мерах по борьбе с COVID-19 с губернатором Томом Вулфом в Медицинском центре «Hershey» штата Пенсильвания.

В 2015 году губернатор Пенсильвании Том Вулф назначил Рейчел Левин на должность главного врача Пенсильвании. В этой должности она подписала приказ, разрешающий сотрудникам правоохранительных органов иметь при себе лекарство от передозировки Налоксон. Полагает, что этот препарат спас жизни почти 1000 потребителей опиоидов, перенесших передозировку. На этой должности была до 2017 года.
В июле 2017 года губернатор Том Вулф предложил её кандидатуру на должность секретаря департамента здравоохранения, и она была единогласно утверждена. В течение 2020 года и до 23 января 2021 года Рейчел Левин возглавляла общественное направление деятельности департамента здравоохранения на COVID-19 в Пенсильвании. Ежедневно тесно сотрудничала с директором Федерального агентства по управлению в чрезвычайных ситуациях и проводила ежедневные брифинги для прессы.

### Администрация Джо Байдена
13 февраля 2021 года президент США Джо Байден официально назначил Рейчел Левин помощником министра здравоохранения. Слушание о её утверждении на должности состоялось 25 февраля 2021 года в сенатском комитете «HELP». 17 марта 2021 года комитет «HELP» проголосовал большинством голосов за продвижение кандидатуры на полноценное голосование в Сенате США. 24 марта 2021 года Сенат США проголосовал 52-48, при этом двое республиканцев присоединились ко всем членам фракции Демократической партии, чтобы утвердить эту кандидатуру. Является первой открытой транс-женщиной, занимающей должность, требующую утверждения Сенатом США. Ранее федеральные трансгендерные чиновницы, такие как Аманда Симпсон, занимали свои должности, не требующие утверждения Сенатом.
19 октября 2021 года Левин была утверждена Сенатом в звании адмирала Офицерского корпуса службы общественного здравоохранения США. Это первый случай присвоения транс-людям высшего генеральского звания (четыре звезды) в истории США.

### Активизм
Рейчел Левин была членом правления «Equality Pennsylvania», организации по защите прав ЛГБТ.